# 豪栄道豪太郎
豪栄道 豪太郎（ごうえいどう ごうたろう、1986年4月6日 - ）は、大阪府寝屋川市出身で境川部屋に所属した元大相撲力士。本名は澤井 豪太郎（さわい ごうたろう）。愛称はゴウタロウ、豪ちゃん、GAD。身長183cm、体重160kg、血液型はB型。得意技は右四つ・寄り・出し投げ・切り返し・外掛け・首投げ。最高位は東大関。趣味は格闘技テレビ観戦、漫画雑誌を読むこと、巨人ファンでもある、好きな食べ物は牛肉、嫌いな食べ物は生魚、納豆、漬け物。いわゆる「花のロクイチ組」の1人。現在は、年寄・武隈。

## 来歴

### 生誕
1986年4月6日、大阪府寝屋川市で生まれる。体重4380グラムと、かなり大きな赤ちゃんで、豪太郎の母親が車を運転する時には、ハンドルとお腹が擦れるほどであったという。男の子らしい名前にしたいと「太郎」を、さらに豪華で大きいというイメージから「豪」の字をひらめき、「もっとも豪華で大きな太郎」という意味を込めて、「豪太郎」と名付けられた。

### 入門前
明和小学校1年生の頃から相撲を始める。当時の豪栄道が同級生の子供らの中で偉そうにしているのを見かねた家族が「相撲大会で大きい子にやっつけてもらおう」と市の相撲大会に出場させたところ、思いがけず優勝してしまった。それ以来本人は相撲の面白さの虜になったという。
小学校3年生からアマチュア相撲では高名な交野市の古市道場（元十両・古市の実家）に京阪電車で通い、相撲の手ほどきを受ける。小学校時代は5年生の時に「わんぱく横綱」に輝くなど大活躍していたが、寝屋川四中時代には中学3年生の時点で80kgと軽量な体重の為に低迷。相撲に対する熱意が薄れたという。埼玉栄高校相撲部の監督に勧誘された際は中学時代の不振を理由に躊躇ったが、そんな自分に声を掛けてくれたことに心を動かされ進学を決心。中学3年の夏頃から埼玉栄高校への入学が決まった10月までの半年足らずの間に体重を30kg増量し、身体を作ることに努めた。高校入学後は相撲部に在籍し稽古に邁進。相撲部の山田道紀監督は、本来好き嫌いを食生活で改善させる方針のところ、ナマ物が苦手な澤井のために“美味しく食べないと意味がない”と、わざわざ特別に焼いて食べさせた。高校相撲では1年生の頃からインターハイや全国大会で頭角を現し、高校横綱、世界ジュニア相撲選手権大会無差別級優勝など11個の個人タイトルを獲得し活躍。全日本相撲選手権大会でも高校生としては史上4人目となる3位入賞を果たした。全日本選手権の大会前には初の「高卒の幕下付出」の出現も期待されていたほどであった。2004年の全日本選手権直前、記者に対して大会を控えての謙遜や緊張の様子を見せるどころか「プレッシャーはないっすね。できる物凄くなら優勝したいっす。狙っています」と言ってのけ、後年の文献では「ほとんど笑うことはなく、その佇まいは高校生ではなく勝負師だった」と評されている。
高校の2学年後輩にあたる常幸龍は高校時代の豪栄道について「実力が違い過ぎたので稽古を付けてもらったことも無い。アマチュアのトップだった」と証言している。元幕下・大翔勇でお笑い芸人のマービンJr.は埼玉栄高校の後輩である縁から豪栄道ネタを十八番としている。
同期の春日野部屋の栃煌山（現・清見潟）は自他共に認める少年時代からのライバルである。

### 入門から新入幕まで
高校3年生の時に日本大学への推薦入学が内々定したが、澤井は角界入りを望んでいた。結果として日大への進学を辞退したが、これによって直前に控えていた国民体育大会相撲競技に臨むために稽古をする場所がなくなった（豪栄道の稽古相手が務まる選手は日大ぐらいにしかいなかった）。そんな時、埼玉栄高校相撲部の山田道紀監督の先輩である境川親方（元小結・両国）に相談し、部屋の力士が稽古相手を引き受けることになる。幕下相手に稽古をすると、澤井の方が圧倒的に強かったというが、そのまま境川部屋へ入門し角界入り。2005年1月場所に初土俵を踏み前相撲デビューする。三学期に入門してはいるが、埼玉栄高校は卒業している。
序ノ口から三段目までをそれぞれ1場所で通過し、幕下2場所目となる2005年11月場所では7戦全勝の成績を挙げて初の幕下優勝を果たした。2006年1月場所では西幕下2枚目の位置まで番付を上げたものの3勝4敗と入門してから初の負け越しを経験した。翌3月場所も3勝4敗と連続して負け越した澤井は「勝ちたい気持ちが強すぎて、固くなって自分の相撲が取れなくなった」と立合いで変化して相手を捌く小手先の相撲を封じ、以降関取昇進まで立合いで正面から当たれるようになったことで攻めのスピードも上がった。新十両昇進では栃煌山に先を越されたものの、2006年9月場所において西幕下6枚目の位置で7戦全勝の成績を挙げて2回目の幕下優勝を果たして、翌11月場所において新十両へ昇進し、同時に四股名を本名の「澤井」から「豪栄道」へと改名した。「豪」は本名の豪太郎と師匠の境川豪章の名前から、「栄」は埼玉栄高から、「道」は相撲道と埼玉栄高相撲部監督の山田道紀の名前から1字ずつ採り、「力強く栄え相撲道に精進する」意を込めた。
新十両となった2006年11月場所と翌2007年1月場所は連続して勝ち越し、安定した実力を示した。
ひと足先に栃煌山が入幕した翌3月場所では、初日から7連勝して十両優勝の争いに名乗りを上げ、千秋楽には里山に敗れ惜しくも十両優勝とはならなかったが11勝4敗の好成績を挙げた。東十両3枚目へと番付を上げた翌5月場所では6勝9敗と負け越すが、翌7月場所では西十両5枚目の位置で12勝3敗で優勝決定戦へ進出、岩木山・旭天鵬との巴戦となった優勝決定戦で敗れ十両優勝を逃したものの、翌9月場所の新入幕を確実なものとした。

### 幕内昇進から三役定着まで
晴れて新入幕となった2007年9月場所は西の14枚目の番付で、2日目に栃煌山戦で負けた以外は白星を連日積み重ね、11日目の時点で10勝1敗の好成績を挙げ新入幕力士ながらも優勝争いに加わり日を追うごとに存在感を見せつけた。11日目に新横綱・白鵬が2敗目を喫したために優勝争いの単独トップに躍り出る。そのため12日目からは上位の役力士らとの対戦が3日連続で組まれ、12日目には小結の安馬（のちの横綱・日馬富士）、13日目には大関・千代大海、14日目には横綱の白鵬と対戦するがいずれも勝てなかった。新入幕の力士が最高位の横綱と対戦するのは戦後4人目に数えられる記録とされ、1995年7月場所2日目の新入幕土佐ノ海と横綱・貴乃花以来12年振りの極めて珍しい事態となった。優勝争いからは外れるも、最終的には新入幕で11勝4敗の好成績を挙げ、初の敢闘賞を受賞し次代を担う若手有望株と目される場所となった。続く11月場所では番付上位へ躍進し2日目から6連勝、後半に負けが込んだものの8勝7敗と勝ち越しを決めた。東前頭3枚目の位置まで番付を上げた翌2008年1月場所では、3日目に大関・琴光喜を破り大関戦初勝利を挙げたものの、結果的には5勝10敗と、自身の入幕後において初めての負け越しを喫した。西前頭5枚目の位置で迎えた同年9月場所では10日目の時点で9勝1敗と好調ぶりを示し、横綱・大関ら上位陣には不戦勝の朝青龍を除いて1勝もできなかったものの、10勝5敗という好成績を挙げて2回目の敢闘賞を受賞し、翌11月場所において新三役となる東小結へと昇進した。その11月場所では5勝10敗と大敗したものの、平幕へ陥落した翌2009年1月場所で10勝5敗の好成績を挙げて初の技能賞を受賞し、翌3月場所で小結へ復帰した。その3月場所では白鵬と朝青龍の両横綱には敗れたものの、千代大海・琴光喜・琴欧洲の3大関と把瑠都・稀勢の里の両関脇を破り9勝6敗と勝ち越しを決め、翌5月場所に西関脇に昇進した。2009年5月場所は初日から３日連続大関に勝ったが、その後3勝9敗で6勝だった。2010年1月場所5日目に対横綱戦の初勝利となる金星を朝青龍から挙げ座布団の雨を降らせたが、この場所後に朝青龍は自身の問題行動による引退を表明したため、結果的に豪栄道が朝青龍にとって最後の金星配給の相手となった。

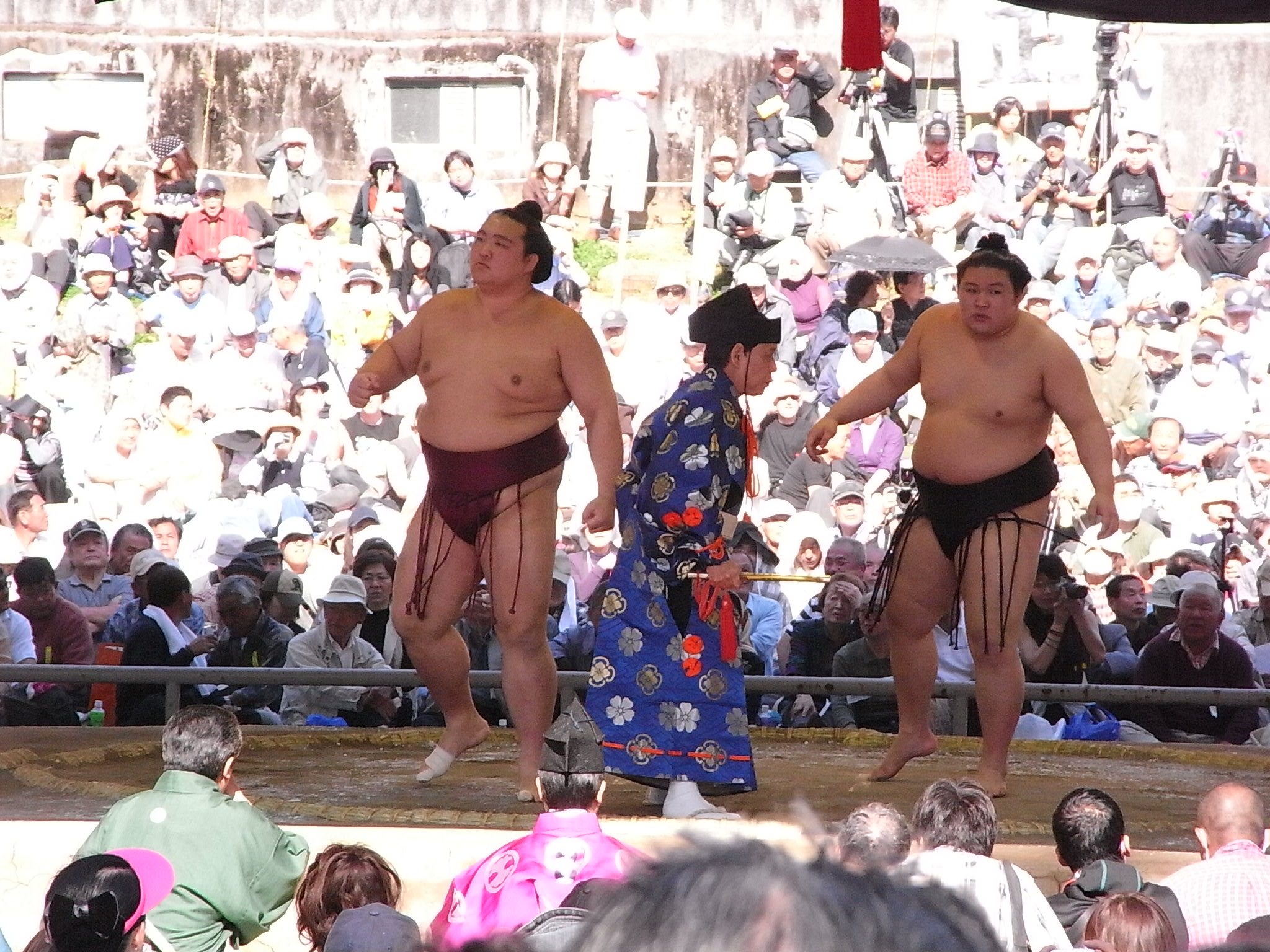
靖国神社奉納大相撲 小結豪栄道関、相手は関脇稀勢の里関（2009年4月10日撮影）

2010年に発覚した大相撲野球賭博問題では野球賭博に関与したということで、特別調査委員会から謹慎休場を勧告され同年7月場所を休場し、翌9月場所の番付は十両への陥落を余儀なくされた。この問題で法的には、2011年3月3日に賭博開帳図利容疑で書類送検された。場所中の名古屋では宿舎からの外出禁止が厳しく言い渡された。自責に駆られ引退の可能性も口にしていたようだったと母からの証言もあり、思い悩んだ謹慎時に一緒に苦しんでくれた師匠の元で相撲の稽古に精進した。
東十両筆頭の位置で迎えた2010年9月場所で12勝3敗の好成績を挙げて周囲との実力差を示し、1場所での幕内復帰を果たす。翌11月場所でも12勝3敗という好成績を挙げた。続く2011年1月場所でも11勝4敗と大勝し、翌5月技量審査場所でも3場所連続しての二桁勝利となる11勝4敗(4大関も撃破)の好成績を挙げて2回目の技能賞を受賞した。翌7月場所では再び東小結へ昇進したものの、その7月場所では5勝10敗と大敗した。2012年3月場所では西前頭6枚目の位置で12勝3敗という好成績を挙げて3回目の敢闘賞を受賞。

### 14場所連続関脇在位を経て大関へ
再び自己最高位となる西関脇へ昇進した2012年5月場所では、8日目に横綱・白鵬に初めて勝利し、加えて把瑠都・琴奨菊・琴欧洲という3大関も破る活躍で8勝7敗と勝ち越しを決め、初の殊勲賞を受賞した。この5月場所の後、同年3月場所前から違和感があったという左肘を内視鏡手術し、遊離軟骨の除去を行っている。自己最高位を更新する東関脇の位置で迎えた翌7月場所では、2日目に琴欧洲を破り、7日目に稀勢の里を破ったものの、その稀勢の里戦で左脇腹を痛めてしまい、その後も出場して勝ち越しを目前としていながら、13日目の栃ノ心戦において上手投げで敗れた際に負傷箇所を悪化させたために翌14日目から休場し、結果的には7勝7敗1休という成績となって負け越した。前場所で負け越したものの翌9月場所でも西関脇の位置に留まった。
翌11月場所では幕内では自身初となる初日からの8連勝で中日に勝ち越しを決めた。その後、9日目に横綱・日馬富士に敗れ、12日目まで4連敗を喫して優勝争いからは脱落したものの、2009年9月場所における把瑠都以来となる5大関全員を破る活躍を見せて、11勝4敗の好成績を挙げて3回目の技能賞を受賞した。
2013年4月23日には、豪栄道の送迎を担当する個人運転手が同年2月20日に豪栄道の自宅に侵入し腕時計（300万円相当）を窃盗したとして、逮捕された。警視庁竹の塚警察署によると、容疑者は「夜中に車を使われるのが嫌だった。困らせてやりたかった」と供述した。
2013年5月場所は7勝8敗と5場所ぶりに負け越したが、翌7月場所は西関脇にとどまり、その場所では初日から3連敗したが、終盤に6連勝し8勝7敗と勝ち越した。
2013年7月場所初日に相撲解説者の舞の海秀平が「場所前にぎっくり腰になった」と明かしたが、豪栄道は絶対に怪我のことを自分で言いたがる力士ではない。
2013年9月場所では9場所関脇連続在位となり、史上3位タイの記録となった。その場所では10日目に横綱・白鵬に唯一の黒星を付け、その他にも4日目に大関・琴奨菊、5日目に大関・琴欧洲、13日目に大関・稀勢の里を破る活躍を見せて11勝4敗の好成績を挙げ、2回目の殊勲賞を受賞した。翌11月場所は関脇連続在位が10場所となり、関脇連続在位は昭和以降では単独3位の記録となった。
同年10月には、寝屋川市ふるさと大使の委嘱を寝屋川市役所から受け（2015年11月現在に至る）、同市役所には豪栄道の等身大パネルやトロフィーなどが展示されている。
何度も大関取りを逃しては関脇で停滞を繰り返したことで一時期は「弱いから去年と同じ地位にいるんです」と自嘲気味だったが、2014年からは大関昇進を公言して自らを奮い立たせようとした。
2014年1月場所は関脇連続在位が11場所となり、関脇連続在位は昭和以降では琴光喜に並ぶ2位タイ記録となった。翌3月場所は関脇連続在位が12場所となった。関脇連続在位は昭和以降では単独2位（1位は魁皇の13場所連続）の記録となった。また、栃煌山が関脇に復帰したため、3関脇となった。3関脇は、2011年9月場所以来である。その場所では、7日目に大関・琴奨菊、13日目に横綱・日馬富士、千秋楽に大関・稀勢の里を破る活躍を見せて12勝3敗の好成績を挙げ、3度目の殊勲賞を受賞した。

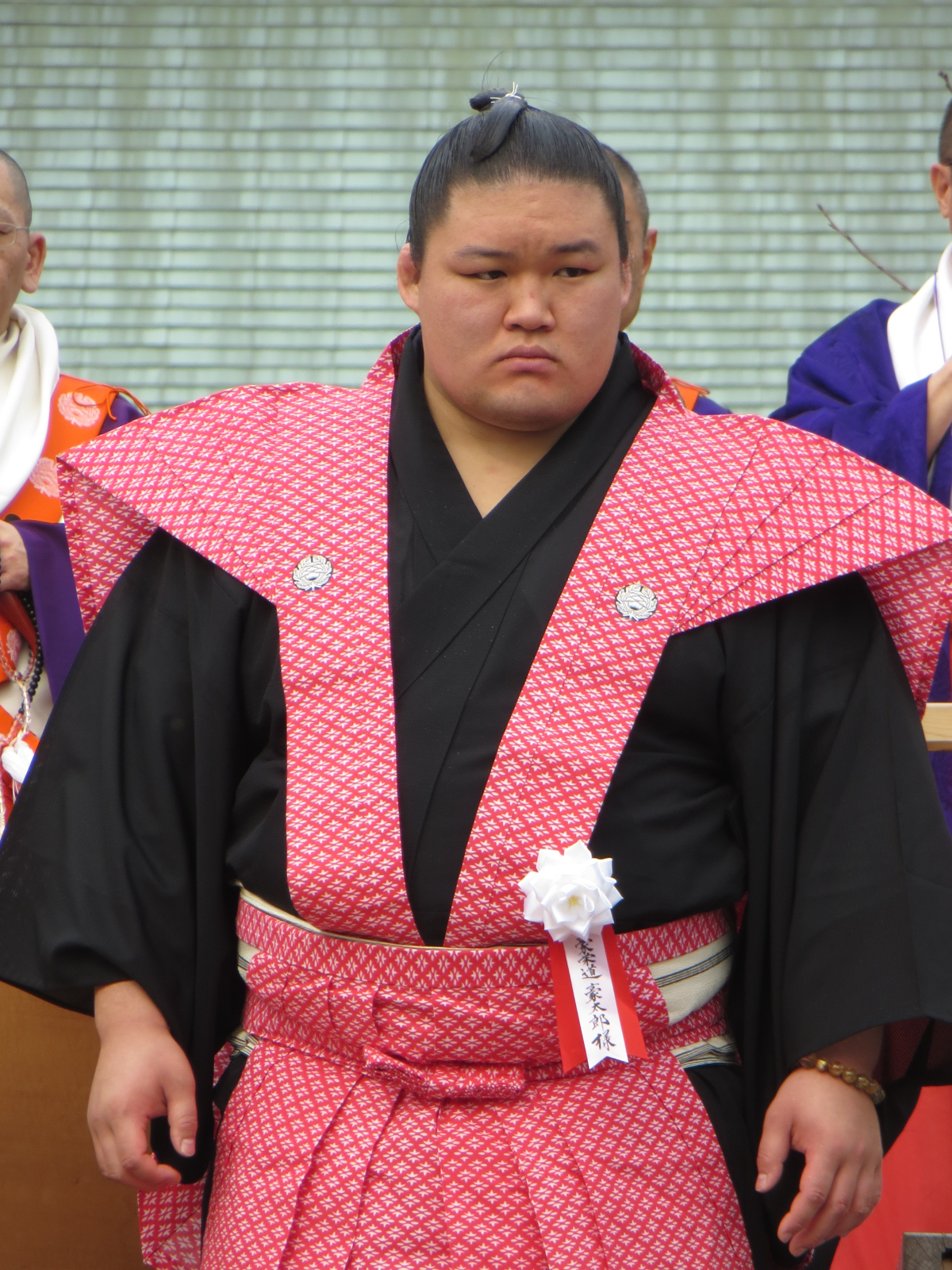
成田山大阪別院明王院の節分祭（2014年）

翌5月場所は関脇連続在位が13場所となり、昭和以降では魁皇と並び1位タイ。この場所は成績いかんで大関昇進にもなり得るが、10日目を終えて5勝5敗と不調であった。それでも11日目に横綱・白鵬を破る殊勲の星を上げ、千秋楽に大関・琴奨菊を下して8勝7敗と勝ち越しを決め、4回目の殊勲賞を受賞した。続く7月場所は関脇連続在位が14場所となり、昭和以降では単独1位の記録となった。この場所は14日目が終了した時点で「関脇で安定しているので大関になってもまだまだやれるだろう」と伊勢ヶ濱審判部長が関脇連続在位記録を評価し、理事会で千秋楽の琴奨菊戦で白星を挙げることを条件として大関昇進を認める方針が決定した。千秋楽の取組では寄り切りで琴奨菊を下し、事前に示された条件を満たす形で大関昇進を決定づけた。
それから3日後の7月30日、愛知県体育館で開かれた日本相撲協会の番付編成会議と臨時理事会において、満場一致を得て正式に豪栄道の大関昇進が決定した。奇しくも、師匠の誕生日と同日であった。大阪府出身の大関誕生は、1970年9月場所に新大関となった前の山太郎以来44年ぶりである。埼玉栄高校からは初の大関。協会は直ちに出来山理事と大鳴戸審判委員を愛知県丹羽郡扶桑町の境川部屋宿舎に使者として派遣し、昇進を伝達。伝達式では、「謹んでお受けいたします。これからも大和魂を貫いて参ります」と口上を述べた。しかし、7月場所12日目の日馬富士戦で左外側半月板損傷の重傷を負ったことを受けて、場所直後の夏巡業は全休した。
実母は大関昇進が確実となった豪栄道について「小さいときから肉をよく食べていました。ガキ大将でしたが、今もそのまま大きくなった感じです。大学に進学することも考えてましたが、今はプロに入って良かった」と語っている。
後に大関取りについて引退後に「完全に『体』ですよ。大関とり前のこの時期は、とにかく体を極限まで鍛えないと。体を鍛えまくって、稽古で自信をつけていく。『心』は自信がつくことで備わってくる」と語っている。

### 大関昇進後
新大関として迎えた9月場所には初日の髙安戦でいきなり黒星を喫する。2日目の豊ノ島戦では不戦勝による大関初白星を得たが、昇進後の初白星が不戦勝というケースは昭和以降初めてである。12日目には1敗を守り優勝争いをしていた新入幕の逸ノ城に破れた。6勝6敗で迎えた13日目の白鵬戦では勝利を収める奮闘を見せ、千秋楽での勝利によりようやく8勝7敗の勝ち越しを果たした。場所後の10月5日、相撲関係者を始めとして約1000人が集まった大規模な昇進披露宴が開催され、北の湖理事長や横綱審議委員会の松家里明らから激励を受けた。
しかし続く11月場所では振るわず、中日から5連敗と崩れて12日目に負け越し、5勝10敗と二桁黒星を喫した。2015年1月場所は大関3場所目で初の角番を迎えるが、12日目終了時点で5勝7敗と僅か在位3場所で大関陥落の大ピンチに陥ったものの、土壇場から3連勝して千秋楽に琴奨菊に勝利して8勝7敗と勝ち越し、辛うじてカド番を脱出した。
大関としては初めて地元の大阪府・3月場所を控え、場所前に「優勝争いに加わり13勝する」と公言し、初日から4連勝したものの、中盤以降崩れ8勝7敗であった。5月場所は12日目に白鵬に首投げで土をつける活躍を果たしたもののその1番で左肩を故障。13日目に勝ち越しを果たしたにもかかわらず、14日目に「左肩峰剥離骨折で約4週間の加療を要する見込み」との診断書を日本相撲協会に提出して休場した。
2015年7月場所、左肩のケガが完治せずも敢えて強行出場。初日からいきなり2連敗と苦戦を強いられたが、7日目に新大関・照ノ富士を下すなど持ち直して12日目に勝ち越し。その後白鵬・鶴竜の両横綱には敗れたが、千秋楽は稀勢の里を突き落とし、自身大関としては最高成績の9勝6敗で取り終えた。だが翌9月場所は、中盤以降黒星が先行するなど不調で、千秋楽に稀勢の里に寄り切られ7勝8敗、大関として2度目の皆勤負け越しを喫してしまった。次の11月場所は2度目の大関角番だったが、千秋楽の栃煌山戦で得意の首投げでぎりぎり8勝7敗と勝ち越して角番を脱出した。
2016年1月場所は前年11月場所前に傷めた右手首痛が悪化した影響からか、7日目からは9連敗、千秋楽には大関・琴奨菊に突き落とされ、2006年1月場所の栃東以来10年ぶりの日本出身力士による幕内優勝を献上する格好となった。最終的に大関昇進後ではワーストの4勝11敗に終わってしまい、ご当所・2016年3月場所は3度目の大関カド番となる。3月場所は好調で、5日目に琴勇輝に敗れた以外は白星を重ね、9日目に早々にカド番を脱出。11日目終了時点で10勝1敗で白鵬、稀勢の里と並び優勝争いのトップに立った。しかし12日目の白鵬との直接対決であっけなく敗北。その後も優勝争いに絡み続けたが、千秋楽で稀勢の里に敗れ、12勝3敗で終えた。それでも大関昇進後初の二桁勝利をあげる活躍をみせた。この場所は5日目の相撲で右太もも肉離れの重傷を負っており、蹲踞もできず他人の肩を借りないと歩けないほどであったが、人知れず複数の病院に出向き、痛み止めの注射を5本も打ち、栃木から気功師まで呼んで緊急処置を受け、土俵に立ち続けた。5月場所は初日から5連勝と好調な滑り出しだったが、6日目に琴勇輝に立合いが上手く合わずに敗れるとその後調子を崩し、9勝6敗の成績だった。この場所12日目の白鵬戦では左目眼窩内壁を骨折した。7月場所は12日目までに7勝を挙げるもそこから負け続け、7勝7敗で迎えた千秋楽も敗れ3連敗を喫し7勝8敗と負け越した。

### 角番から全勝初優勝
場所前の9月6日、境川部屋に出稽古に来た日馬富士との三番稽古を終えた後、今年は大関の活躍が目立つが、という趣旨の記者の質問に対して「俺も目立ちたい。プロなんだから目立ってなんぼ」と4度目の角番を迎える大関の心境とは思えない前向きな言葉を発した。普段いくら軽口をたたいても、相撲のこととなれば慎重に言葉を選ぶ豪栄道であったが、8月に「タイを用意しといて」と言って周囲を驚かせた。場所前は「自分で『努力してます』って言うやつが嫌い」と稽古の内容を詳しく話すことはなかったが、場所中に二所ノ関審判部長（元大関・若嶋津）が「体が張っている。大きくなっている」と評したように、好調ぶりは明らかであった。自身4度目の角番で迎えた9月場所、初日から連勝を続け好調を維持。7日目に2横綱3大関を倒し快進撃を続けていた隠岐の海との全勝対決を制し隠岐の海の勢いを止め「負けないと思っていた。気合が入っていたので（隠岐の海の勢いは）気にしなかったです」と語り、11日目には逆転優勝を目指していた稀勢の里を渡し込みで下す。13日目には前場所優勝者の横綱・日馬富士に土俵際の首投げにて逆転勝利する。この勝利に豪栄道は「必死でした。褒められた技じゃないけど、今日に関してはよしとしないと」と、興奮気味に語っていた。そして迎えた14日目。玉鷲を完勝で下し14連勝を挙げ千秋楽を前に幕内最高優勝を決めた。かど番での優勝は2008年5月場所の琴欧洲以来8人目。幕内在位53場所目での初優勝は史上4位のスロー記録となった。また、大阪出身力士としては1930年1月場所の山錦（出羽海部屋）以来となる86年ぶり3人目の優勝であり、15日制となってからは大阪出身力士の優勝は初。また現行の優勝制度施行以来103人目の優勝力士誕生となった。優勝のインタビューでは涙を流し「いろいろな思いがありました。思い通りにいかないことが多くてつらかったけど、今日で少し報われました。うれし涙です」「大関に上がってなかなか思うように勝てなくて、そういうつらい中で、自分の中で我慢してきた」「僕は不安でいっぱいだった。勝負ごとは最後まで分からない」と語り、優勝できた勝因については「右差しにこだわって取ったのが良かった」と振り返り「まぐれだと言われないように来場所、頑張りたい」と来場所についても語った。綱取りについては「まだ何も考えていない。ちょっと余韻に浸らせてください」と、喜びをかみしめ家族との優勝記念写真におさまっていた。そして、千秋楽も大関・琴奨菊を寄り切りで破り初優勝を全勝で決めた。大関角番での全勝優勝は史上初。日本人力士の全勝優勝は1996年9月場所横綱・貴乃花以来20年ぶり。初優勝が全勝となるのは1994年7月場所の大関・武蔵丸以来22年ぶり。大関の全勝優勝は2012年9月場所の日馬富士以来4年ぶり。日本人大関の全勝優勝は1994年11月場所貴乃花以来22年ぶりとなった。全勝で場所を終えたことに豪栄道は「大満足です」と語っていた。また、埼玉県から彩の国功労賞を受賞。スポーツ報知は2016年9月25日付本紙で「涙の『ダメ大関』 けが 重圧 乗り越え」と見出しに書いて優勝を報じたが、本人は「ダメ大関」呼ばわりされたことに対して当時の担当記者を「大丈夫っすよ」と笑って許した。

### 初優勝後
自身初めての東正位大関、そして初めての綱取りで迎えた11月場所も初日から5連勝と好スタートを切り、1994年11月場所の貴乃花以来となる日本人力士の20連勝を記録した。しかし6日目に玉鷲に突き落としで敗れ連勝が20でストップした。翌日の6連敗中の魁聖には勝利するもその翌日から1勝6敗の不調の隠岐の海に物言いで際どい判定だったが軍配覆り敗戦し、続く稀勢の里にも敗れ連敗。琴奨菊に勝利してからは3敗で追走していたが13日目に日馬富士に敗れて4敗に後退し優勝の可能性と綱取りが完全消滅した。その後も2横綱に連敗するなど9勝6敗で初めての綱取り場所を終えた。豪栄道は場所を振り返り「もうちょっと相手を良く見ていけばね、最後までね」と発言し、動きについては「動きは悪くなかった」と手ごたえも口にし、「期待されてて、それに応えられなかったのは申し訳ないけど、また来場所から気合入れてやるだけです。いい経験できるように」と気持ちを新たにしていた。
2016年12月20日、第49回内閣総理大臣杯日本プロスポーツ大賞「功労賞」を受賞した。「思い通りにいかないことも多くて辛い日もあったけど、少し報われた」と本人はコメント。

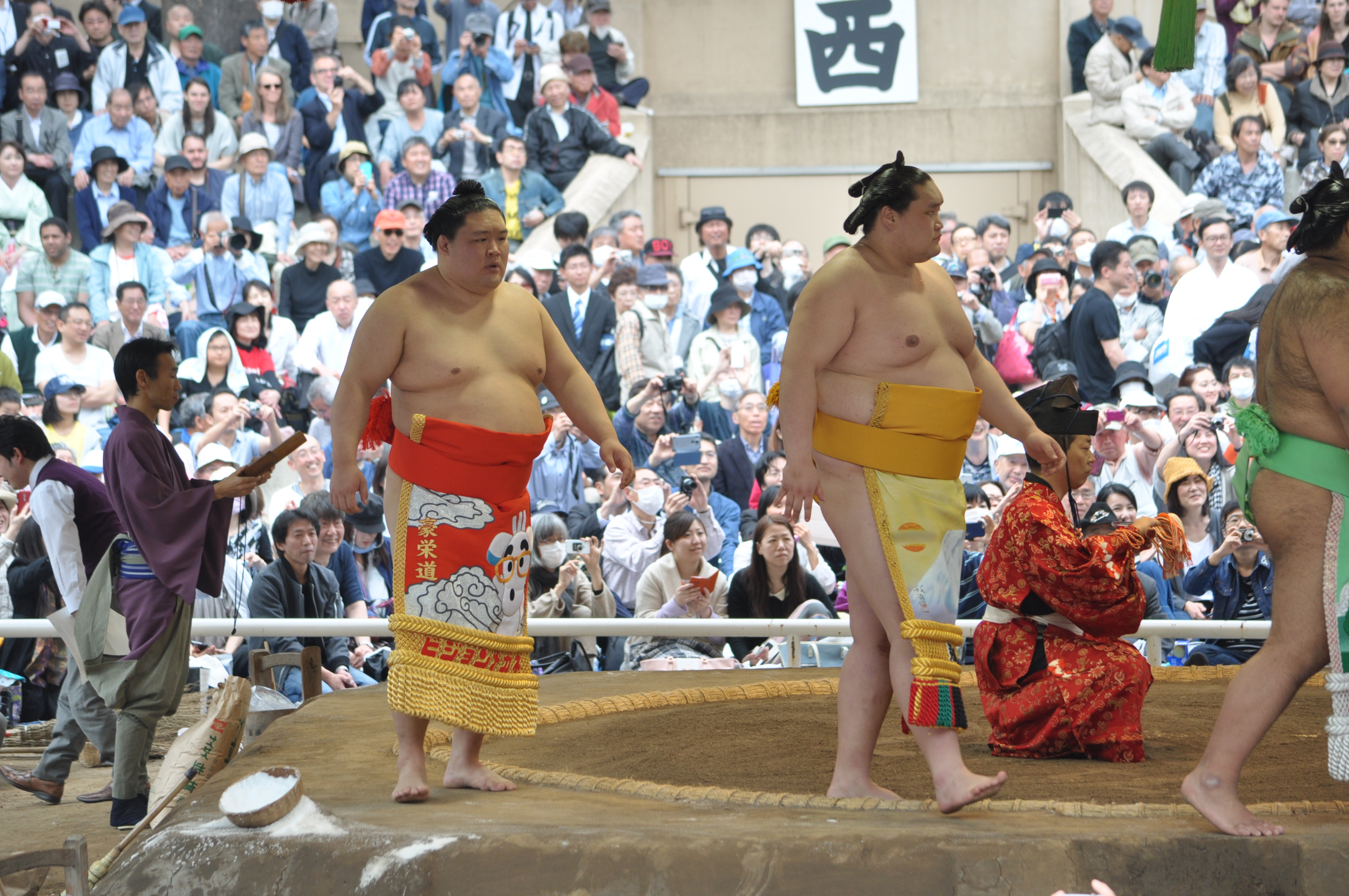
靖国神社奉納大相撲 土俵入りする豪栄道関（2017年4月17日撮影）

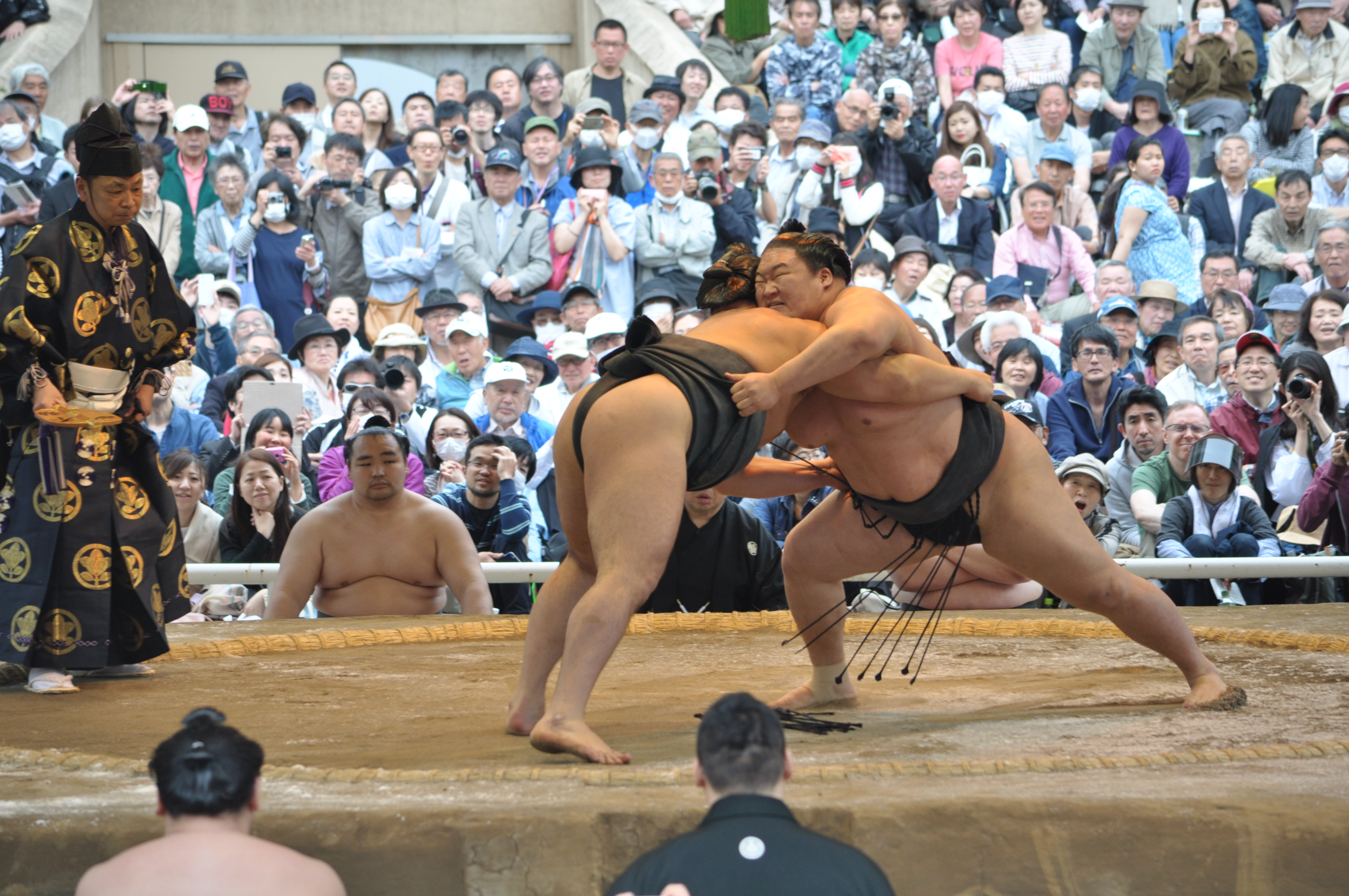
靖国神社奉納大相撲 豪栄道関の相手は日馬富士関（2017年4月17日撮影）

2017年1月場所は場所前に腰を痛め出場さえ危ぶまれたがなんとか出場し、他の横綱、大関陣の多くが早々に脱落する中11日目まで3敗で優勝争いをしていた。だが、12日目に遠藤に敗れて優勝争いから脱落。さらに取組で足を負傷してしまう。結局、相撲がとれる状態ではないということで休場し稀勢の里戦は不戦敗となった。怪我の詳しい症状は右足関節外側靱帯損傷のため全治1カ月であり重症であった。休場までに8勝を挙げていたため、カド番は免れる形となった。
3月場所は地元大阪だったが2日目から4連敗し、6日目に右足関節外側靱帯損傷で約5週間の加療との診断書を提出し休場、来場所は歴代ワースト8位の5度目の角番となった。春巡業深谷場所では5月場所に向けて本格的に稽古を再開した。豪栄道は同じ相手と続けて相撲を取る三番稽古で、佐田の海と3番、母校の埼玉栄高の後輩となる大栄翔と9番を取った。左前ミツからの力強い寄りや横に動いての投げを見せたが、「体の反応とかがちょっと遅い。（調整は）これからじゃないですか」と納得はしていない様子だった。5月2日にはその前日に死去が公表された、自身の大師匠にあたる佐田の山の遺影の前で黙祷を捧げた。豪栄道は「最近は出羽海一門の関取も減っている。頑張らないといけない」と責任感をにじませた。
5月場所は11日目の時点で6勝5敗と勝ち越しを果たせるかどうか微妙なところであったが、13日目に勝ち越しを決め、9勝6敗で角番を脱出した。6月22日の朝稽古にはNFLのペイトリオッツに所属するトム・ブレイディが見学に訪れ、豪栄道はぶつかり稽古でブレイディに胸を出した。
7月場所は初日から連敗。しかしその後3連勝し持ち直すも終盤の3連敗で7勝8敗と負け越し、9月場所は歴代ワースト7位の6度目のカド番で迎えることとなった。8月7日の夏巡業本庄場所では正代を三番稽古の相手に指名し、9戦全勝。13日の夏巡業仙台場所では朝稽古の土俵下で日馬富士から「やってみろよ」と勧められ1個5kgの重りを両手に持ち腕を回すという内容のトレーニングを行った。勧めた日馬富士は「1人でやるのは寂しかったからさ」と笑いながらも「重いものを上げるばかりがトレーニングじゃない。これは腰から、首と全身を鍛えられるんだよ」と力説。「こういうやり方もあると実感できただけでも大きい」と豪栄道もヒントを得た様子だった。8月17日、当時夏巡業札幌場所に参加中であった豪栄道は、札幌ドームで行われた北海道日本ハムファイターズ対埼玉西武ライオンズ戦で始球式を行った。
照ノ富士が途中休場で負け越したため、負け越しながら9月場所も西の正大関で迎えた。
9月場所は横綱3人が初日から休場。さらに大関も二人が休場し豪栄道のみになるなど幕内で休場者が続出する波乱の場所になる。豪栄道も初日いきなり琴奨菊に変化されて敗れるがその後8連勝し、見事角番脱出に成功。1敗で優勝争いをする。11日目に10連勝で二桁に到達し、11日目の段階で3敗に平幕力士がいるのみとなった。この後3敗力士もそろって敗れていき4敗に後退。優勝に王手をかけるものの、12日目に松鳳山、13日目に貴景勝と平幕の力士に連敗。その間3日目から琴奨菊、北勝富士、序盤の秋場所を引っ張った阿武咲に3連敗を喫し、10日目の貴景勝との一番にも落とした日馬富士に追い上げられてしまう。そして千秋楽の直接対決、本割と優勝決定戦ともに圧倒的な内容で寄り切られる敗戦で逆転を許してしまう。一時は3差あった状況からの屈辱の大失速で、優勝を逃し、11勝4敗の優勝同点の成績で終えた。
審判部の二所ノ関部長（元大関・若嶋津）は、本割で勝って12勝3敗での優勝なら「来場所につながるだろう」と九州場所での綱取りを明言したが、優勝同点に留まったことに、「2番ともに相撲にならなかった。横綱3人も休んでいるなか11番では…印象は悪いし、難しい」と否定的な見解を示し、綱取りにはならなかった。敗れた豪栄道は、「いつか、これがあったからよかったと言える相撲人生にしたい」と、リベンジを誓った。10月18日の秋巡業津場所ではこの巡業に入って初めて相撲を取り、正代と5番取って全勝。11月3日に福岡県大野城市にある境川部屋九州場所稽古場では妙義龍ら部屋の力士と申し合いを行い、21戦全勝。
11月場所は初日から好調で5連勝したが、中盤以降失速し、13日目に不戦勝とでようやく勝ち越しを決め、9勝6敗で場所を終えた。
2018年1月場所は初日から4連勝するもその後連敗し優勝争いから脱落。終盤3連敗するなど最終的に8勝7敗で場所を終えた。場所初日に北の富士が「今場所はいいと思うよ」と断言したが、結果的には振るわなかった。
3月場所は地元大阪の観客から連日の大歓声を受けたが、初日に苦手の玉鷲に敗れると、4日目には遠藤に敗れて序盤から波に乗れなかった。中盤に持ち直したが、9日目に大関初挑戦となる千代丸に敗れて3敗に後退。それでも翌10日目には番付で下にあたる栃ノ心に立ち会い変化の末に勝利。僅かに残る優勝の可能性に執念を見せたが、13日目に大関・高安に敗れて4敗となり優勝争いから脱落。翌14日目には横綱・鶴竜に敗れ優勝を決められた。千秋楽も敗れて9勝6敗の成績だった。
5月場所は場所前にもう一人の大関である高安が休場を発表したため、一人大関として迎えた。初日から盤石の相撲で連勝するも、3日目に新小結の遠藤に敗れると次第に引き癖を露呈して調子を落とし、中日を終えて3勝5敗と黒星を先行させた。翌9日目から左足関節離断性軟骨炎により途中休場。7月場所は歴代ワースト4位の自身7度目のカド番となった。またこの休場により大関が不在となったが、これは1959年9月場所以来59年ぶりの出来事となった。
7月場所は、場所前の稽古で高安、栃ノ心の2大関を圧倒し、七夕の短冊の願い事に「優勝（なお、優の漢字のにんべんを行にんべんに間違えて記入していた。）」と書くなど、好調ぶりが伝えられていた。しかし場所は、7日目までに鶴竜、白鵬、稀勢の里の3横綱全員と栃ノ心の1大関が休場する波乱。豪栄道も優勝を狙ったが、初日に正代に敗れ、4日目には元大関の琴奨菊にも敗れて序盤で2敗を喫してしまう。さらに、7日目には貴景勝に圧倒され3敗に後退。その後中日からは5連勝と持ち直し、11日目に勝ち越しを決めて角番を脱出する。しかし13日目に1敗で優勝争いの先頭に立っていた西関脇の御嶽海に敗れて4敗目を喫し優勝争いから脱落。千秋楽には後輩大関である高安に完勝し10勝5敗、昨年9月場所以来、5場所ぶりに二桁勝利を収めた。8月1日の夏巡業小松場所では十両と15番申し合いを行った。
9月場所は、初日から魁聖に敗れるが、その後不戦勝を挟み、大関・栃ノ心、大関取りの関脇・御嶽海に完勝するなど、8連勝。10日目に高安との大関対決に敗れるも、その後、横綱・鶴竜に完勝するなど、白鵬と終盤まで優勝争いを繰り広げた。しかし、14日目の白鵬との直接対決で、白鵬の41回目の優勝を白鵬に目の前で優勝を決められた。千秋楽、横綱・稀勢の里に完勝し12勝3敗、大関昇進後初の連続二桁勝利を達成、白鵬に次ぐ自身7度目の優勝次点となり、自身3年連続となる秋場所での二桁勝利で場所を終えた。
11月場所は、初日に母校埼玉栄の後輩である北勝富士に勝利。「少し頭にあった」という、先場所魁聖に敗れた初日敗戦を回避したが、2日目に同じく母校の後輩の貴景勝（なお、貴景勝はこの場所初優勝を果たした。）、3日目に長年のライバル栃煌山に敗れ連敗、5日目にも初顔合わせの平幕・錦木に不覚を取るなど、早くも優勝争いに遅れを取る。その後11日目まで6連勝し勝ち越しを決める。しかし、9日目の千代大龍、10日目の初顔合わせの朝乃山と二日続けて立ち合いでの変化による勝利で、八角理事長は「受けてほしかった」と残念がり、土俵下で見守った阿武松審判部長は「（優勝争いに）食らいついていくという気持ちではないか」と胸中を推し量った等、優勝の為になりふり構わぬ姿勢を見せているように見えたが、7日目の正代戦で、右上腕部を傷めており、「右大胸筋上腕骨付着部筋断裂で約6週間の安静加療を要する見込み」との診断書を提出し、12日目から休場となった。師匠の境川親方はこの日の朝に豪栄道と話し合って休場を決めたと明かし「昨夜は右手が上がらず、左手で食事をしていた。もうぶざまな相撲は取れない」と説明。境川は九州場所担当部長も務めており「横綱が全員休んでおり、私の立場からしても本当に申し訳なく思う」と謝罪した。大怪我であったが、休場を発表した次の日から稽古場には下り、四股を踏むなど出来ることをやってきた。12月2日から始まる冬巡業は不参加の見通しであったが、20日の埼玉県熊谷市で行われた巡業より合流した。
2019年1月場所は、大関昇進後ワーストとなる初日から4連敗を喫するなど、9日目の時点で3勝6敗と勝ち越しが危ぶまれたが、そこから持ち直し、14日目は白鵬の休場による不戦勝で勝ち越しを決めた。その白鵬の休場により、西大関ながら割崩しにより千秋楽結びの一番を務め、大関昇進をかける貴景勝を一方的に押し出して完勝し、貴景勝の大関昇進を阻む勝利を挙げた。結果、10日目から6連勝して9勝6敗で場所を終えた。
3月場所では、「大阪で優勝したい」と、場所前から意気込みを語り、地元大阪のファンの歓声を受けながら初日から5連勝し好調ぶりを見せる。しかし、6日目に大栄翔に不覚をとると、9日目には1敗で優勝争いをしていた逸ノ城に敗れ、2敗に後退。その後、再び連勝するも13日目に全勝の白鵬に寄り切りで敗れ、優勝争いから完全に脱落。それでも、残りの取り組みでは、横綱・鶴竜に完勝するなど、白鵬以外の上位陣にすべて勝利して、12勝3敗で場所を終えた。なお、地元大阪での二桁勝利は3年ぶりとなった。4月20日の春巡業柏場所の稽古場では平幕の正代と錦木を相手に相撲を取り、11戦全勝と好調をアピールした。28日の町田場所でも平幕の正代に10勝1敗と順調な調整ぶりを示した。5月6日の横綱審議委員会の稽古総見では、白鵬を除く三役以上の力士との申し合いで10勝3敗と好調が伝えられた。
5月場所は、初日から連勝するが3日目に敗れてから崩れ始め、7日目から4連勝するも11日目までに平幕相手に4敗を喫し優勝争いから事実上脱落。14日目には2敗で優勝争いの単独首位に立っていた朝乃山に敗れ、千秋楽を前に平幕優勝を許す形となってしまった。千秋楽も鶴竜に良いところなく敗れて結局この場所を9勝6敗で終えた。1横綱1大関が休場する中で優勝争いに最後まで加わることができなかった。
7月場所は途中休場で9月場所は歴代ワースト3位タイの8回目の角番となった。
9月場所は、2横綱1大関が序盤で休場し優勝のチャンスだったが関脇以上との対戦を残して10日目までに4敗と苦しい状況。12日目に角番を脱出し、翌日には優勝争いの単独トップとなっていて大関復帰を決めている貴景勝に勝利し先輩大関の意地を見せた。この時点で2敗力士が消え、14日目の御嶽海戦で勝利すれば優勝の可能性もあったが破れて優勝争いから脱落。千秋楽は大関同士の対戦を制して10勝5敗と3場所ぶりの二桁勝利を挙げた。
11月場所は初日に遠藤に敗れた際に左足首を痛め、2日目から途中休場となり、2020年1月場所は歴代ワースト単独3位の9回目の角番となった。場所後の27日、12月1日から開始される冬巡業を初日から休場することが相撲協会から発表された。
2020年1月3日に出羽海部屋で行われた出羽海一門の稽古始めでは十両力士3人を相手に立ち合いから受ける稽古を23番、取って汗を流した。既に2019年末から部屋の若い衆に胸を出す稽古は行っており「だいぶ踏ん張りがきくようになった。場所には間に合うと思う」と話した。4日から2019年11月場所初日以来約2ヶ月ぶりに相撲を取り、6日の横綱審議委員会の稽古総見では幕内上位を相手に7勝2敗と復調をアピールした。

### 大関陥落決定・引退
しかし2020年1月場所では、初日から3連敗するなど大きく黒星先行。7日目には全勝の正代を送り倒しで撃破し大関の意地を見せ、復調の気配を見せたが、白星を伸ばすことが出来ずに12日目に朝乃山に右四つ、左上手を取る絶好の体制を築くも、朝乃山に左上手を許すと攻め手がなくなり、最後は引き付けて出られて土俵を割って土俵下で審判長を勤めた師匠の境川親方の前で負け越しが決まり、大関陥落が決定した。
一番を土俵下で見届けた師匠の境川は、現役続行か問われて「当然、当然。まして来場所はご当所」と明言しつつ、「本人も今は放心状態だろうけど、戦う力はまだあるから」と力を込めつつ「このまま終わっていいのかは、本人が受け止めることだ」と、本人の意向を尊重する構えも見せた。この場所は5勝10敗で終えた。負け越しが決まった後も出場し続けたことについて「辞める気持ちだったら土俵に上げるわけにはいかなかった」と境川は説明している。
しかし1月27日に現役引退の意向を固め、この日までに師匠の境川親方が日本相撲協会に「豪栄道の引退意向」を伝えた。1月28日に日本相撲協会へ引退届を提出し、年寄「武隈」を襲名することが臨時理事会で承認された。なお、豪栄道の大関在位33場所は、元横綱の稀勢の里（大関在位31場所）や、琴奨菊（大関在位32場所）を超えて歴代10位の長命であった。通算成績は696勝493敗66休。
記者会見では「自分勝手なわがままで、引退させてもらった」と、周囲の説得を押し切っての引退であったことを明かし、ご当地の大阪場所であった3月場所を待たずしての引退については「気力のない相撲を皆さんの前で取るわけにはいかないと思った」と語った。また、部屋で学んだこと、怪我との戦いを振り返り、師匠に対しては「境川部屋に入っていなかったら、もっとうぬぼれた人間になっていたと思う。自分を正してくれて本当に感謝です」と感謝を述べた。思い出の取組として幕内最高優勝を果たした一番である2016年9月場所14日目の玉鷲戦を挙げた。高校の10学年後輩であり同じく大関まで昇進した貴景勝は引退に際して「10個下の自分が軽はずみなことは言えないけど、本当に埼玉栄のみんなが憧れていた。みんなが豪栄道関みたいになりたいと目指していた」と、高校時代を回顧した。
2月28日、史上初となる寝屋川市民栄誉賞受賞が決定し、寝屋川市内で授賞式が行われた。武隈は「僕なんかでいいのかなとも思うが、素直にうれしい」と笑みをこぼした。
同年9月場所の2日目、NHKの大相撲中継で解説を務めた。その冒頭で「（断髪式は）世の中の情勢を踏まえまして、再来年の初場所後にやることになりました」と自ら発表した。
12月9日、同年5月24日に東京都出身の年下の女性と結婚し、11月1日に長男が誕生していたことを相撲協会が発表。
引退相撲は2022年1月29日に予定され、12月4日からチケット発売を開始することとなった。引退時点より体重は10㎏ほど減ったが、2021年11月場所時点でも稽古場ではまわしを締めて後進の指導にあたっているという。「断髪式があるので」と、体形維持にも努めている。
2022年1月27日の日本相撲協会定例理事会において、同年2月1日付で力士3人を連れて独立し、武隈部屋を創設することが承認された。
29日、両国国技館で引退相撲が行われ、断髪式には、恩師の山田道紀、親交のある内山高志、4代桂春団治、松田丈志ら約400人の関係者が出席。出羽海一門の親方衆、21代間垣、横綱照ノ富士、大関貴景勝、大関御嶽海も鋏を入れ、止め鋏は師匠の境川親方が入れた。オールバックに整髪した姿で最後に、ファンの前に現れると「優勝した時の皆さんの喜んだ顔は一生、忘れません。武隈部屋として私の果たせなかった横綱を育てたいと考えています」と決意表明のあいさつで締めくくった。

## 取り口
廻しを取ると力と技の両方が活きて強い。根は右四つではあるが、器用に右でも左でも前褌を引けば、引きつけの強さを生かして吊り寄り気味に前に出る。出し投げや切り返しなどで崩しつつ寄るテクニックもある。力を頼りに思い切った投げにいくこともある。気風の良さも技のキレに良い影響を与えているという評価があり、NHK大相撲解説者の北の富士は「豪栄道は自分の判断に沿って死ねる覚悟を持っている」と表現している。
技術や判断力が高いが、反面両手から払い落とすような引き技が多く重圧がかかる場面では取りこぼしを恐れて引き癖を露呈しがちである。差し身や前捌きが上手くない部類に入る力士でもあり、日本体育大学相撲部監督の齋藤一雄は大関昇進に時間がかかった要因としてそれを指摘している。2009年9月場所12日目の『どすこいFM』では解説を務めていた錣山（元関脇・寺尾）が「豪栄道という力士は本当に差し負けますね」と辛口の評を下した一方で「あそこまで差せないのに相撲が取れちゃうのは、相撲勘がいいんでしょうね」と返し、前述したような引き技の精度を絶賛した。初優勝以前は左前褌に拘り過ぎる嫌いがあり、左上手を取ると稀勢の里などに抱え込まれてしまうことがあった。大関昇進後は引き技は打たない傾向にあるが、。2017年9月場所などは、12日目の松鳳山戦、13日目の貴景勝戦と続けての敗戦など、引き癖が全く無くなったわけではない。
また前に落ちる場面も目立つ。2011年までのそれほど大柄でなかった時期も含め、元来出足が鈍いことも弱点である。2013年3月場所まで廻しにこだわり過ぎて密着され上体が起き上がり、張り手を受けて出足が止まって離れたところで落とされる傾向もあったが、翌5月場所からはおっつけを多用しておりこの2つを幾分か克服している。寄りながら不意に外掛けを打つことがある。首投げも武器になっているが裏を返せば脇が甘いという弱点が備わっているということであり、元日本テレビアナウンサーの原和夫が2014年11月場所前の座談会でこの点を指摘している。同じ座談会に出席していた元テレビ朝日アナウンサーの銅谷志朗はこの首投げについて「先場所（2014年9月場所）の稀勢の里戦のように決まる時は綺麗に決まっちゃうから、悪い癖を直すのもなかなか難しい」と評している。
全勝優勝を果たした2016年9月場所になると、体重が160kgまで増え、相手の攻めに後退する場面が減った。また、この場所の相撲解説者達からは立合いが低い、引きがなくなったと好調の要因を指摘されていた。黒姫山は、立合いで右手をしっかり付いて腰を割った状態で左のチョン付きで立って右四つに徹底した相撲を取ったことが同場所で優勝した要因と分析しており、それ以前に見られた張り差しが頭にあって腰が浮いた状態で立っては張り差しが失敗してバタバタして安易に引く相撲が見られなくなったという見方をしている。
2017年年頃には黒姫山から、曳家いなしを安易に行わずに密着しておっつけや突き起こしを行うべきだというニュアンスで注文を付けられた。2017年7月場所3日目、4日目と変化して白星を収めたことを相撲ファンから批判されているが、二子山（元大関・雅山）は「優勝のチャンスが出た場所での勝利への執念」「変化した2番の相手は嘉風と栃ノ心で、豪栄道はやや苦手としているため容認できる範囲」と同年11月場所前のコラムで擁護している。
精神面に関しては2018年9月場所前の記事で花田虎上が、ライバルであった日馬富士の引退によって張り合いがなくなってしまったのではという分析をしている。
2019年3月場所中の7代高砂の分析によると、自分の体の大きさを把握せずに上手を取ることの重要性を忘れて変に二本を差して自滅することがあるという。その場所9日目の逸ノ城戦で小手に振られて負けたのが好例である。2020年1月場所中に同じく高砂から、張られてすぐにカッとなり相手に応戦してしまい四つを磨けなかった高安とは異なり、大関からの陥落が決まっても自分の型で勝ち切り美学を貫いた部分が、5年4ヵ月の間大関を務められた理由だと分析されている。

## 合い口
横綱
- 朝青龍には2勝5敗（不戦勝による1勝を含む）。土俵の上では2010年1月場所の1度しか勝利したことがないが、その勝利は自身にとって唯一の金星となった。朝青龍はこの場所後に引退したため、結果的に朝青龍との最後の対戦となり、また、朝青龍にとっても最後に金星を配給した相手となった。
- 白鵬には7勝38敗（不戦勝による1勝を含む）と全く分が悪い。初顔合わせから2012年1月場所まで13連敗、2012年5月場所でようやく初勝利を挙げた。その後も殆ど勝てなかったが、2014年5月場所は押し出しで4場所ぶりに白星を挙げ、翌7月場所は浴びせ倒し、9月場所は寄り切りで3連勝した。2015年5月場所に得意の首投げで勝利したのが現役最後の自力勝利であり、その後は不戦勝(2019年1月場所)を除くと12連敗に終わった。
- 日馬富士には、11勝32敗で、さらに日馬富士の横綱昇進後は4勝19敗と全く相性が悪い。2017年9月場所では、11勝4敗同士で日馬富士に千秋楽本割り・決定戦共に寄り切りで敗れてしまい、逆転で優勝を奪われてしまった。日馬富士は翌場所で引退したため、この優勝決定戦が現役最後の対戦になった。
- 鶴竜には14勝28敗（不戦敗による1敗を含む）とあまり相性は良くないが、2012年11月場所から2013年3月場所まで3連勝したことがあった。鶴竜の横綱昇進後は6勝12敗、2018年以降は2勝3敗と拮抗していた。
- 稀勢の里には15勝26敗（不戦敗による1敗を含む）と負け越しているが、稀勢の里の大関・横綱時代では13勝18敗だった（稀勢の里の横綱昇進後は2018年9月場所千秋楽に対戦した1勝のみ）。
- 照ノ富士には10勝5敗と合い口は良い方である。

大関、大関経験者
- 琴欧洲には10勝14敗（不戦敗による1敗を含む）。琴欧洲の大関時代は9勝14敗（不戦敗による1敗を含む）と負け越しているが、2012年5月場所から2013年1月場所まで5連勝したことがあった。
- 把瑠都には8勝10敗（不戦勝による1勝を含む）であったが、把瑠都の大関時代は4勝3敗（不戦勝による1勝を含む）と勝ち越していた。
- 琴奨菊には30勝21敗と勝ち越しており、琴奨菊の大関昇進後も22勝15敗である。
- 高安は苦手としており、13勝19敗と負け越している。2011年9月場所の初顔から6連敗していたが2013年7月場所にようやく初勝利を挙げた。髙安の大関在位中は4勝4敗（不戦勝1有り）と拮抗していた。
- 栃ノ心には19勝10敗と勝ち越している。自身の大関昇進前は7勝3敗と大きく勝ち越していたが、大関在位中は12勝7敗とやや対戦成績が悪くなっている。栃ノ心の大関在位中は3戦全勝。豪栄道が現役最後の白星を挙げた相手（2020年1月場所13日目）である。
- 貴景勝には8勝3敗と勝ち越している。特に貴景勝の大関昇進がかかった2019年1月場所と3月場所はいずれも貴景勝を圧倒し、大関の意地を見せた。その後、貴景勝が一旦関脇に下がった2019年9月場所も勝利したが、大関として両者が揃って皆勤出場したのは2020年1月場所のみでその場所では豪栄道が不調で逆に貴景勝が好調だったため対戦は組まれずその場所後に豪栄道が引退したため大関同士での対戦は一度も実現しなかった。
- 朝乃山には1勝4敗と負け越している。いずれも朝乃山の大関昇進前の対戦であるが、初顔合わせだった2018年九州場所での勝利を最後に2019年5月場所から4連敗と苦手としていた。特に2019年5月場所では14日目に対戦が組まれその取組に自身が負け、その後唯一優勝の可能性のあった鶴竜が栃ノ心に敗れたことによって朝乃山に令和最初、及び幕内での初優勝を与えてしまう。さらに角番で臨んだ2020年初場所では12日目に4勝7敗と角番脱出に向けてもう後がない状況で朝乃山との対戦が組まれその取組に負けたことにより負け越しが決まり大関からの陥落が決まってしまった。その後豪栄道が引退したため朝乃山の大関昇進後の対戦は無かった。
- 正代には13勝5敗と大きく勝ち越している。大関同士での対戦は無かった。両者最後の対戦となった2020年初場所では7日目に対戦が組まれ初日から全勝していた正代を撃破と大関の意地を見せつけた。
- 御嶽海には9勝8敗（不戦敗1有り）と拮抗している。全て御嶽海の大関昇進前の対戦である。

その他
- 同世代の豊ノ島にも14勝15敗（不戦勝による1勝を含む）と負け越している。
- 豊ノ島が8勝18敗と苦手にしている元関脇・豪風には14勝9敗と勝ち越している。
- 玉鷲には15勝9敗と勝ち越してはいるものの、2016年11月場所から2017年7月場所まで4連敗（不戦敗1有り）を喫するなど一時期苦手にしていた時期があった。しかしその後は10勝3敗と、一転して得意とした。
- 逸ノ城には9勝10敗（不戦敗1有り）と苦手にしており、初顔からお互い勝ったり負けたりという状況が続いた。

## 略歴
- 2005年1月場所 - 初土俵
- 2005年3月場所 - 序ノ口優勝（7戦全勝）
- 2005年7月場所 - 三段目優勝（7戦全勝）
- 2005年11月場所 - 幕下優勝（7戦全勝）
- 2006年9月場所 - 2度目の幕下優勝（7戦全勝）
- 2006年11月場所 - 新十両、四股名を豪栄道と改名
- 2007年9月場所 - 新入幕
- 2008年11月場所 - 新小結
- 2009年5月場所 - 新関脇
- 2010年1月場所 - 初金星
- 2010年2月7日 - 第34回日本大相撲トーナメント優勝
- 2014年9月場所 - 新大関
- 2016年9月場所 - 幕内初優勝（全勝）
- 2020年1月場所 - 現役引退、年寄武隈襲名

## 主な成績

### 通算成績
- 通算成績：696勝493敗66休（90場所）
- 通算勝率：.585
  - 幕内成績：587勝442敗66休（73場所）
  - 幕内勝率：.570
    - 大関成績：260勝194敗41休（33場所）
    - 大関勝率：.573
    - 三役成績：158勝126敗1休（19場所）
    - 三役勝率：.556
      - 関脇成績：132勝92敗1休（15場所）
      - 関脇勝率：.589
      - 小結成績：26勝34敗（4場所）
      - 小結勝率：.433

    - 前頭成績：169勝122敗24休（21場所）
    - 前頭勝率：.581

  - 十両成績：57勝33敗（6場所）
  - 十両勝率：.633

### 各段在位場所数
- 通算在位：90場所
  - 幕内在位：73場所
    - 大関在位：33場所（歴代10位）
    - 三役在位：19場所（関脇15場所（歴代8位タイ）、小結4場所）
    - 平幕在位：21場所

  - 十両在位：6場所
  - 幕下在位：7場所
  - 三段目在位：1場所
  - 序二段在位：1場所
  - 序ノ口在位：1場所
  - 前相撲：1場所

### 連勝記録
豪栄道の最多連勝記録は、20連勝である。（2016年9月場所初日〜2016年11月場所5日目）
下記に、詳細を記す。
| 順位 | 連勝数 | 期間                                   | 止めた力士 | 備考                  |
| ---- | ------ | -------------------------------------- | ---------- | --------------------- |
| 1    | 20     | 2016年9月場所初日〜2016年11月場所5日目 | 玉鷲       | 2016年9月場所全勝優勝 |

### 各段優勝
- 幕内最高優勝：1回（2016年9月場所）
- 幕下優勝：2回（2005年11月場所、2006年9月場所）
- 三段目優勝：1回（2005年7月場所）
- 序ノ口優勝：1回（2005年3月場所）

### 三賞・金星
- 三賞：11回
  - 殊勲賞：5回（2012年5月場所、2013年9月場所、2014年3月場所、2014年5月場所、2014年7月場所）
  - 敢闘賞：3回（2007年9月場所、2008年9月場所、2012年3月場所）
  - 技能賞：3回（2009年1月場所、2011年5月技量審査場所、2012年11月場所）
- 金星:1個
  - 朝青龍：1個（2010年1月場所）

### 場所別成績
| | 一月場所 初場所（東京） | 三月場所 春場所（大阪） | 五月場所 夏場所（東京） | 七月場所 名古屋場所（愛知） | 九月場所 秋場所（東京） | 十一月場所 九州場所（福岡） |
| --- | ----------------------- | ----------------------- | ----------------------- | --------------------------- | ----------------------- | --------------------------- |
| 2005年 （平成17年） | （前相撲）              | 西序ノ口31枚目 優勝 7–0 | 西序二段25枚目 6–1      | 西三段目61枚目 優勝 7–0     | 西幕下37枚目 4–3        | 西幕下32枚目 優勝 7–0       |
| 2006年 （平成18年） | 西幕下2枚目 3–4         | 西幕下5枚目 3–4         | 西幕下9枚目 4–3         | 西幕下7枚目 4–3             | 西幕下6枚目 優勝 7–0    | 西十両11枚目 8–7            |
| 2007年 （平成19年） | 西十両10枚目 8–7        | 西十両9枚目 11–4        | 東十両3枚目 6–9         | 西十両5枚目 12–3            | 西前頭14枚目 11–4 敢    | 西前頭6枚目 8–7             |
| 2008年 （平成20年） | 東前頭3枚目 5–10        | 東前頭8枚目 8–7         | 西前頭7枚目 8–7         | 西前頭4枚目 7–8             | 西前頭5枚目 10–5 敢     | 東小結 5–10                 |
| 2009年 （平成21年） | 西前頭3枚目 10–5 技     | 東小結 9–6              | 西関脇 6–9              | 西前頭筆頭 5–10             | 東前頭5枚目 10–5        | 西小結 7–8                  |
| 2010年 （平成22年） | 東前頭2枚目 7–8 ★       | 東前頭3枚目 2–4–9       | 西前頭9枚目 9–6         | 東前頭4枚目 出場停止 0–0–15 | 東十両筆頭 12–3         | 東前頭14枚目 12–3           |
| 2011年 （平成23年） | 東前頭5枚目 11–4        | 八百長問題 により中止   | 東前頭筆頭 11–4 技      | 東小結 5–10                 | 西前頭5枚目 10–5        | 西前頭筆頭 7–8              |
| 2012年 （平成24年） | 西前頭2枚目 6–9         | 西前頭6枚目 12–3 敢     | 西関脇 8–7 殊           | 東関脇 7–7–1                | 西関脇 8–7              | 西関脇 11–4 技              |
| 2013年 （平成25年） | 東関脇 8–7              | 東関脇 10–5             | 東関脇 7–8              | 西関脇 8–7                  | 西関脇 11–4 殊          | 東関脇 8–7                  |
| 2014年 （平成26年） | 東関脇 8–7              | 東関脇 12–3 殊          | 東関脇 8–7 殊           | 東関脇 12–3 殊              | 西大関2 8–7             | 西大関2 5–10                |
| 2015年 （平成27年） | 西大関2 8–7             | 西大関2 8–7             | 西大関2 8–6–1           | 西大関 9–6                  | 東大関2 7–8             | 西大関2 8–7                 |
| 2016年 （平成28年） | 西大関2 4–11            | 東大関2 12–3            | 西大関 9–6              | 東大関2 7–8                 | 東大関2 15–0            | 東大関 9–6                  |
| 2017年 （平成29年） | 西大関 8–5–2            | 東大関 1–5–9            | 西大関 9–6              | 西大関 7–8                  | 西大関 11–4             | 東大関 9–6                  |
| 2018年 （平成30年） | 東大関 8–7              | 西大関 9–6              | 西大関 3–6–6            | 東大関 10–5                 | 東大関 12–3             | 東大関 8–4–3                |
| 2019年 （平成31年 /令和元年） | 西大関 9–6              | 西大関 12–3             | 東大関 9–6              | 東大関 3–5–7                | 西大関 10–5             | 東大関 0–2–13               |
| 2020年 （令和2年） | 西大関 引退 5–10–0      | x                       | x                       | x                           | x                       | x                           |
| 各欄の数字は、「勝ち-負け-休場」を示す。 優勝 引退 休場 十両 幕下 三賞：敢=敢闘賞、殊=殊勲賞、技=技能賞 その他：★=金星 番付階級：幕内 - 十両 - 幕下 - 三段目 - 序二段 - 序ノ口 幕内序列：横綱 - 大関 - 関脇 - 小結 - 前頭（「#数字」は各位内の序列） |                         |                         |                         |                             |                         |                             |

### 幕内対戦成績
| 力士名   | 勝数  | 負数  | 力士名   | 勝数  | 負数  | 力士名   | 勝数 | 負数  | 力士名   | 勝数 | 負数 |
| -------- | ----- | ----- | -------- | ----- | ----- | -------- | ---- | ----- | -------- | ---- | ---- |
| 碧山     | 23    | 3     | 朝青龍   | 2(1)  | 5     | 朝赤龍   | 5    | 0     | 朝乃山   | 1    | 4    |
| 阿炎     | 4     | 3     | 安美錦   | 21(1) | 13    | 荒鷲     | 2    | 1     | 阿覧     | 5    | 4    |
| 勢       | 17    | 1     | 逸ノ城   | 9     | 10(1) | 宇良     | 1    | 0     | 遠藤     | 6    | 9    |
| 炎鵬     | 0     | 1     | 阿武咲   | 3     | 1     | 大砂嵐   | 3    | 1     | 隠岐の海 | 19   | 8(1) |
| 魁皇     | 6     | 5     | 魁聖     | 15    | 5     | 臥牙丸   | 2    | 2     | 輝       | 2    | 0    |
| 垣添     | 5     | 1     | 鶴竜     | 14    | 28(1) | 春日王   | 4    | 1     | 春日錦   | 1    | 1    |
| 稀勢の里 | 15    | 26(1) | 北桜     | 1     | 0     | 北太樹   | 5    | 0     | 旭天鵬   | 11   | 6    |
| 光龍     | 1     | 0     | 黒海     | 1     | 2     | 琴欧洲   | 11   | 14(1) | 琴奨菊   | 30   | 21   |
| 琴光喜   | 6     | 5     | 琴勇輝   | 1     | 2     | 霜鳳     | 2    | 0     | 常幸龍   | 1    | 0    |
| 正代     | 13    | 5     | 翔天狼   | 1     | 1     | 松鳳山   | 14   | 8     | 蒼国来   | 1    | 0    |
| 大栄翔   | 3     | 3     | 大翔丸   | 1     | 0     | 貴景勝   | 8    | 3     | 貴ノ岩   | 2    | 1    |
| 高見盛   | 8     | 0     | 髙安     | 13(1) | 19(1) | 宝富士   | 13   | 6     | 豪風     | 14   | 9    |
| 玉春日   | 3     | 0     | 玉乃島   | 4     | 1     | 玉鷲     | 15   | 9(1)  | 千代鳳   | 1    | 0    |
| 千代翔馬 | 1     | 1     | 千代大海 | 3(1)  | 5     | 千代大龍 | 9    | 7     | 千代の国 | 4    | 0    |
| 千代丸   | 0     | 1     | 出島     | 2     | 1     | 照ノ富士 | 10   | 5     | 時天空   | 11   | 1    |
| 德勝龍   | 1     | 0     | 德瀬川   | 2     | 1     | 土佐ノ海 | 1    | 1     | 土佐豊   | 4    | 0    |
| 栃煌山   | 23(1) | 14    | 栃ノ心   | 19    | 10    | 栃乃洋   | 3    | 3     | 栃乃若   | 4    | 0    |
| 友風     | 0     | 1     | 豊ノ島   | 14(1) | 15    | 錦木     | 1    | 2     | 白馬     | 0    | 1    |
| 白鵬     | 7(1)  | 38    | 白露山   | 1     | 0     | 把瑠都   | 8(1) | 10    | 日馬富士 | 11   | 32*  |
| 富士東   | 1     | 0     | 武州山   | 2     | 0     | 普天王   | 6    | 1     | 豊真将   | 7    | 6    |
| 北勝力   | 5     | 3     | 北勝富士 | 7     | 4     | 御嶽海   | 9    | 8(1)  | 雅山     | 8    | 1    |
| 明生     | 0     | 1(1)  | 猛虎浪   | 2     | 1     | 豊山     | 2(1) | 0     | 嘉風     | 13   | 12   |
| 龍皇     | 1     | 1     | 竜電     | 3     | 1     | 露鵬     | 2    | 3     | 若荒雄   | 5    | 1    |
| 若の里   | 6     | 2     | 若ノ鵬   | 0     | 1     |          |      |       |          |      |      |

- 他に優勝決定戦で日馬富士に1敗がある。

（カッコ内は勝数、負数の中に占める不戦勝、不戦敗の数。）

## 改名歴

### 現役時代
- 澤井 豪太郎（さわい ごうたろう）2005年1月場所 - 2006年9月場所
- 豪栄道 豪太郎（ごうえいどう - ）2006年11月場所 - 2020年1月場所

### 年寄
- 武隈 豪太郎（たけくま ごうたろう） 2020年1月28日 -

## 著書
- 『すもう道まっしぐら!』集英社みらい文庫（2017年）